# Ostertimke
Ostertimke (niederdeutsch Oostertimk) ist ein Ortsteil der Gemeinde Kirchtimke im Landkreises Rotenburg (Wümme) in Niedersachsen.

## Geographische Lage
Ostertimke liegt an der Landesstraße 133 einen Kilometer östlich von Kirchtimke und sechs Kilometer südwestlich von Zeven.
Etwa einen Kilometer südöstlich liegt das Naturschutzgebiet Bullensee.

## Geschichte
Für das Jahr 1848 wird angegeben, dass Ostertimke über 24 Wohngebäude mit 118 Einwohnern verfüge. Am 1. Dezember 1910 hatte der Ort 208 Einwohner.
Am 1. März 1974 wurde die Gemeinde Ostertimke nach Kirchtimke eingemeindet.